# Somatidia websteriana
Somatidia websteriana là một loài bọ cánh cứng trong họ Cerambycidae.